# Elcaribe abdominalis
Elcaribe abdominalis är en tvåvingeart som först beskrevs av Fabricius 1805.  Elcaribe abdominalis ingår i släktet Elcaribe och familjen stilettflugor. Inga underarter finns listade i Catalogue of Life.